# 영천 지산고택
영천 지산고택(永川 芝山故宅)은 대한민국 경상북도 영천시 대창면에 있는 조선시대의 고택이다. 1985년 8월 5일 경상북도의 문화재자료 제99호로 지정되었다가, 2010년 3월 11일 경상북도의 민속문화재 제139호로 지정되었다.

## 민속문화재로 지정사유
영천 지산고택은 상류주택의 요소를 잘 갖추고 있는 가옥으로서, 개방적인 튼 ㅁ자형을 이룬 배치형태로 영천지역의 지역적 특성을 잘 나타내 주고 있어 등급(종별)을 조정하여 민속자료로 지정한다.

## 참고 자료
- 영천 지산고택 - 국가유산청 국가유산포털